# Федерация Эфиопии и Эритреи
Федерация Эфиопии и Эритреи (Эфиопо-Эритрейская федерация) — федеративное государство, которое существовало в середине XX века на Востоке Африки. Была образована в результате присоединения к Эфиопской империи бывшей итальянской колонии Эритрея, которая до 1952 года находилась под управлением британского военного командования. Юридическое узаконивание нового государства было закреплено принятием Федерального акта в Эфиопии и в Конституции Эритреи 15 сентября 1952 года.

## История
После поражения Италии во Второй мировой войне и до 1952 года контроль над её бывшей колонией осуществляла Британская военная администрация. Статус Эритреи должен был быть решён во время международного обсуждения в ООН. Эритрейская делегация активно выступала за предоставление стране полной независимости. Эфиопия, в свою очередь, стремилась получить выход к Красному морю и настаивала на передаче Эритреи под свой контроль. Эфиопию в прениях поддержали США, которые после присоединения Эритреи к Эфиопии рассчитывали создать военную базу возле Асмери.
Большинство населения Эритреи выступало за независимость своей страны. Сразу стала очевидна нежизнеспособность нового государственного образования в качестве федерации, ведь всю полноту власти в стране, фактически, сосредоточил император Эфиопии Хайле Селассие. К тому же среди правящей верхушки Эфиопии была распространена идея присоединения Эритреи как обычной провинции. Почти сразу после создания федерации началось ущемление прав эритрейской автономии. Была отменена должность Верховного судьи Эритреи. Языки, на которых говорило эритрейское население и которые были признаны официальными в ООН — тигринья и арабский, были исключены из перечня официальных (остался только один — амхарский, язык подавляющего большинства населения Эфиопии). Под контроль Аддис-Абебы перешли финансовые учреждения, полиция, суды, прекратилась печать литературы на местных языках, введена цензура прессы, были ограничены демократические свободы и политическая деятельность. Всё это прямо противоречило резолюции ООН 390-A(V), которая провозгласила федеративное устройство государства.
В конце концов, эритрейский флаг был заменен на эфиопский, а правительство Эритреи было переименовано в администрацию Эритреи. Протесты эритрейцев в ООН не рассматривались. Под давлением императора Эфиопии Хайле Селассие I на парламент Эритреи 15 ноября 1962 года федерация была официально распущена, Эритрея вошла в состав Эфиопии на правах обычной провинции. В 1958—1962 гг. существовало эритрейское освободительное движение, патриотическая организация, которая объединила студентов, интеллектуалов и городских рабочих. ЕВР пыталась бороться с режимом, но была раскрыта и разгромлена. Последовательное уничтожение Эфиопией эритрейской государственности спровоцировало вооружённое восстание, с 1961 года в Эритрее началась война за независимость, которая завершилась через 30 лет обретением Эритреей независимости.